# 消磁
消磁（しょうじ、en:Degaussing）とは、不必要な磁性を減少、または除去する処理。Degaussingの名は磁性の分野における初期の研究者カール・フリードリヒ・ガウス（en:Carl Friedrich Gauss）の名前からとられた。磁性にはヒステリシスがあるために、通常は磁性を完全にゼロにするのは不可能である。そこで、消磁は主としてバイアスと呼ばれるとても小さい既知の磁性を生じさせる。

## 船体の消磁

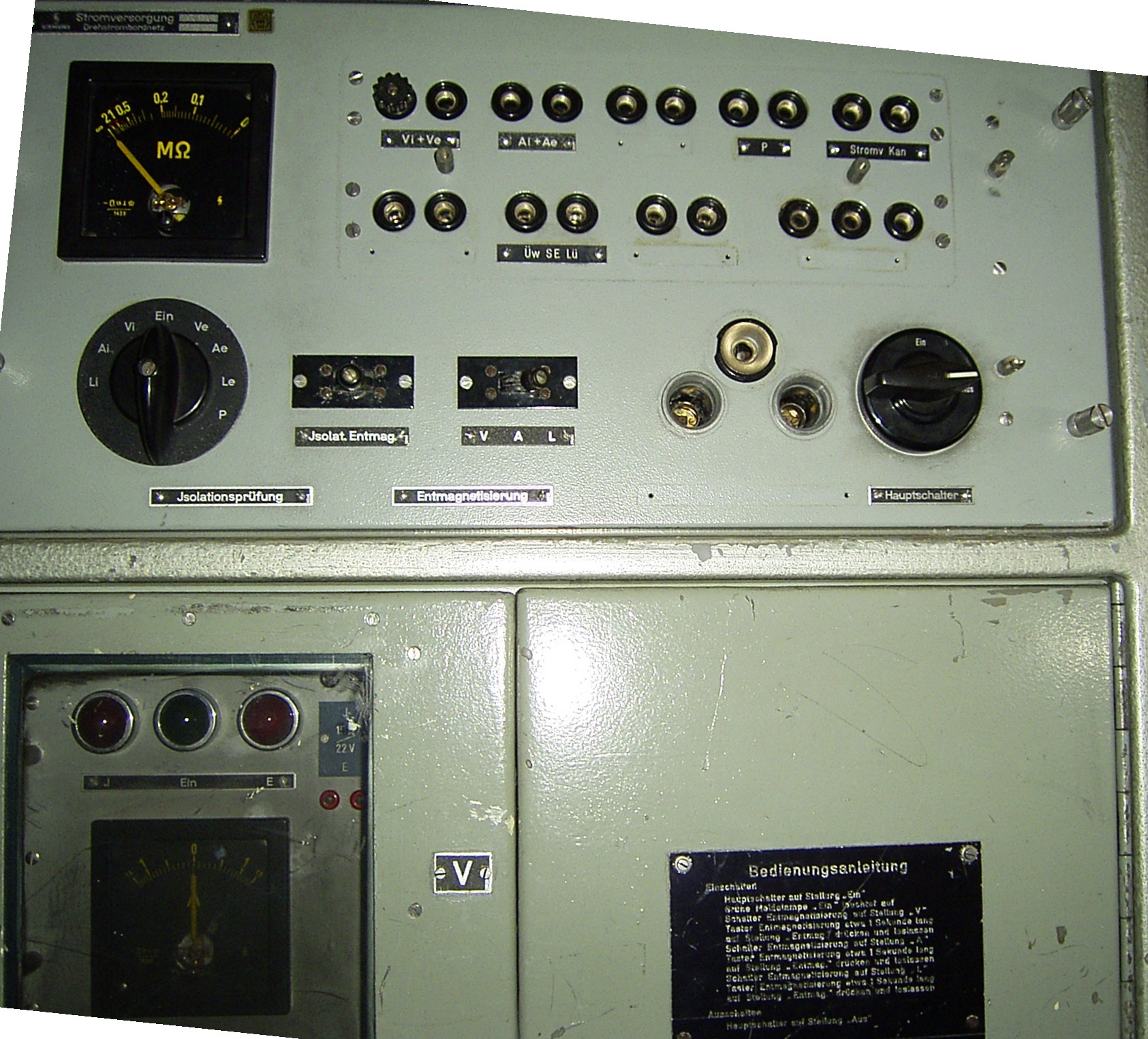
ドイツ海軍のUボートに搭載されたMES装置 (:de:Magnetischer Eigenschutz
磁気的自衛装置) の操作パネル

最初にこの用語を用いたのは、第二次世界大戦中のカナダ海軍予備員（en:RCNVR）のチャールズ・F・グッドイーブ海軍中佐（en:Charles F.Goodeve）である。当時RCNVRはイギリス海軍に大打撃を与えていたドイツの磁気機雷に対抗しようとしていた。船体の鋼鉄は、航行中に地磁気による誘導で磁気を帯びる。磁気機雷は、この磁気を帯びた鋼鉄がおこす磁場の変化を検出するものであった。グッドイーブら海軍の科学者はこの磁場の影響を相殺する——すなわち船全体の磁場の和が背景の磁場と等しくなるようにする——ために、船体内に小さな上向きの（N-pole up）磁場を発生させるシステムを多数設置した。ドイツ人は自分たちの機雷の起動する磁場の強さを表すのにガウス（gauss）という単位（当時はまだ標準になっていなかった）を用いていたことから、グッドイーブは機雷に対抗するこのようなプロセス一般をdegaussing（消磁）と呼び、後にこの用語が世界共通で用いられるようになった。
最初の消磁の方法はコイリング（coiling）として知られる、電磁コイルを船体内に設置するというものであった。このしくみは船体周辺の磁場を継続的にバイアスすることに加え、機雷が下向きの（"S-pole down"）磁場を検出するように設定される南半球では、コイルのバイアス磁場を逆向きにすることもできた。イギリスの船、特に巡洋艦や戦艦は、1943年前後までこの方法で十分に防御されていた。
しかし、このような特殊な装置の設置には非常に高額の費用を要し、またすべての船に必要な補修を施すことは困難であった。そこでグッドイーブはワイピング（wiping）と呼ばれる新たな手段を考案し、海軍により実用化された。これは船の側面に約2000アンペアのパルス電流が流れる大きな電気ケーブルを引きまわし、船体に小さな磁場を起こすものであった。この手法を発展させたものが現在でも使われており、船体消磁（deperming）と呼ばれている。
消磁の効力が時とともに薄れるのは、初めは波や船のエンジンの振動が磁場をゆっくりとランダム化していくせいだと考えられていたが、テストによってこれは本当の解答にはなりえないことが分かった。正確には、船が地磁気中を航行していくことで船体が消磁の効力を打ち消していくように地磁気を拾うことためだと後にわかった。このことから、艦長らはできるかぎり方向を変えながら航行するように指導された。それでもバイアスは最終的には消えてなくなり、船は定期的に消磁しなければならなかった。小さな船では、大戦の間ワイピングが行われ続けた。
戦後は磁気信管の性能が向上し、磁場そのものの強さだけではなく、その変化を検出するようになった。この信管では、従来の方法で消磁された船には船体に磁場の強い点があるため、これを検知できた。
そこで、船体の磁界の正確な方向が測定され、磁界を発生させる装置も特定されるようになった。そしてこれらの影響を相殺するために、消磁システムは複雑化し、すべての軸（方向）の磁場を除去できるように3セット以上の独立したコイルを含む近代的なシステムになっていった。

## 消磁機能付きモニタ
現在、消磁はブラウン管のテレビやモニタで最もよく使われる。例えば、多くのモニタはブラウン管面近くに金属板を置き、後部から発射される電子ビームを受ける。シャドーマスクと呼ばれるこの金属板は外部の強い磁場の影響を受けることで画面の変色を引き起こす。
この現象を最小化するために、ブラウン管は画面の周りに、消磁コイルと呼ばれる銅線のコイルを持つ。内部にコイルを持たないブラウン管も、外部の携帯用コイルを用いることで消磁できる。性能の良い消磁コイルは大きな場所を必要とするため、一般的なブラウン管に実装される消磁コイルは外部コイルよりもはるかに弱い。消磁は高速で発振し徐々に振幅が小さくなる磁場をブラウン管内に発生させ、シャドーマスクに帯磁したランダムな微少磁場を取り除く。これにより変色が取り除かれる。
多くのテレビやモニタは電源投入時、画像を表示させる前に自動的に消磁を行う。この時に流れる大きなサージ電流により、「ブーン」という音や大きなハムノイズが聞こえ、画像が小刻みに揺れて見える。消磁機能は操作メニューから選択することで実行することもできる。
ほとんどの民生用機器では、消磁のために流れるサージ電流はサーミスタで制御されていて、正の温度係数を持つ。すなわち最初は抵抗値が小さい（電流：大）が、消磁のための電流によってサーミスタの温度が上がると急激に抵抗値が大きくなる（電流：小）。このような機器は電源投入時に一回だけ低温から高温へと変化するように設計されているので、繰り返し電源を入れ直しても大きい電流は流れないため消磁の効果は薄くなり、故障にもつながるため推奨されていない。

## 磁気記録媒体の消磁
（コンピュータなどの）データは、磁区（en:magnetic domain）と呼ばれる非常に小さな領域に対して磁気の配列を変えることで磁場の向きを変化させるという方法でハードディスク、フロッピーディスク、磁気テープなどの磁気メディアに記録される。この現象は方位磁針の針が地磁気の向きを示すのとほぼ同じ方法で起こる。消磁は特に決まった方向を持たないランダムなパターンを磁区に残し、結果としてデータを修復できない状態にする。いくつかの磁区は消磁をしたあとでも磁気の配列がランダム化されない。これは残留磁化によるものなので、こういった磁区が持っている情報を残留磁気（en:magnetic remanence）と呼ぶ。適切な消磁を行うことで、データを再構築できないような小さい残留磁気しか残さなくすることが可能である。
消磁によるデータ消去には2つの方法がある。1つは交流による消磁であり、メディアは交流磁場を受けることで最初持っていた高い磁場から時間をかけてその強さを減少させられていく。もう一つは直流による消磁であり、メディアは永久磁石からの直流磁場を受けることで磁区の磁気配列を飽和させられる。磁気メディアの消磁を行うために磁場を発生させる装置が消磁器である。

### 不可逆の損傷を受ける記録媒体
オーディオ用オープンリールテープやVHSビデオテープなど、多くの磁気メディアは消磁を行ったあとでも再利用することができる。これら古くからあるメディアは、固定された磁気ヘッドから発生する新たなパターンを上書きする形式の、単なる（磁気的には）未加工のものだからである。
しかし、ハードディスクや磁気テープといったいくつかのコンピュータ用データ保存メディアには、消磁を行うとその保存システムに損傷を与え、二度と使えない状態になってしまうものがある。これは、磁気メディアに書き込まれているサーボ制御データと呼ばれる特別なデータによって制御される可動磁気ヘッドを持つ装置の構造によるものである。このサーボ制御データは、製造工場において特殊な書き込み装置によって一度だけ書き込まれるものである。
このサーボ制御データのパターンは、いくつかの理由から通常上書きされるものではなく、磁気ヘッドがメディアのデータトラックをまたいで正確に位置取りをするのに突然の振動によって装置が動いたり向きが変わったりするのを補正するために利用される。消磁は保存されたデータだけでなくサーボ制御データも無差別に消去してしまう。そしてサーボ制御データが消去された装置は、磁気メディア上のどの位置でデータを読み、または書き込むのかを決定することができなくなってしまう。